# Подлабенье (Гродненский район)
Подлабенье (бел. Падлабе́нне) — агрогородок в Гродненском районе Гродненской области Белоруссии. Административный центр Подлабенского сельсовета. Население агрогородка 660 человек.

## География
Агрогородок находится в 8 км на запад от Гродно по трассе Н6054.

## История

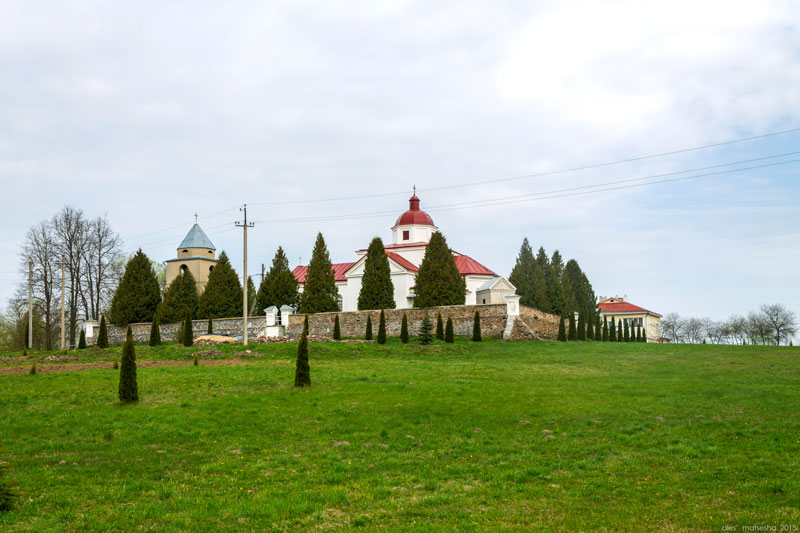
Костёл Девы Марии Розарий

Подлабенье известно с XVII века. Сперва оно было имением Подлабенским Гродненского уезда. Подлабенье входило в состав Восточной Пруссии, после — Варшавского герцогства. С 1815 года входит в состав Российской империи, с 1837 года — Августовской, с 1867 года — Сувалковской губерний.
В 1889 году село Подлабенье относится к Лабновской гмине Августовского уезда. С 1921 года деревня находится в составе Августовского повета Белостокского воеводства. С ноября 1939 года в составе БССР, с 1940 года — в Наумовичском сельсовете Сопоцкинского района Белостокской области, с 1944 года — в Гродненской области. С 1959 года в Гродненском районе.
До 11 февраля 1972 года деревня входила в состав Наумовичского сельсовета.
с 1972 года в Барановичском сельсовете, который 20 сентября 2002 года переименован в Подлабенский.
В 2011 году деревня Подлабенье преобразована в агрогородок.

## Население

### Численность
- 2019 год — 660 жителей

### Динамика
- 1999 год — 624 жителей, 186 дворов (перепись населения)
- 2019 год — 660 жителей (перепись населения)

## Инфраструктура
В населённом пункте есть амбулатория, отделения связи, библиотека, ГУО «Детский ясли-сад», магазин и филиал ОАО «АСБ Беларусбанка», комната по месту жительства «Контакт».

## Достопримечательности
- Костёл Девы Марии Розарий (1887 год)[4]